# 돌라비라
돌라비라(구자라트어: ધોળાવીરા)는 서인도의 구자라트주 쿠치구 바차우 탈루카의 카디르베트에 있는 유적지로, 현대 마을에서 남쪽으로 1 킬로미터 (0.62 mi) 떨어져 있어 그 이름이 유래되었다. 이 마을은 라단푸르에서 165 km (103 mi) 떨어져 있다. 현지에서는 코타다 팀바라고도 알려진 이 유적지에는 고대 인더스 문명 도시의 유적이 있다. 돌라비라는 기원전 2600년경에 특히 심했던 지진을 포함하여 지진의 영향을 반복적으로 받았다.

## 위치
돌라비라의 위치는 북회귀선에 있다. 이곳은 하라파 유적지 중 다섯 곳 중 하나이자 인도의 인더스 문명과 관련된 유적지 중 가장 눈에 띄는 곳이다. 이곳은 그레이트 란 오브 쿠치에 있는 쿠치 사막 야생동물 보호구역의 카디르 베트 섬에 위치한다. 47 ha (120 ac)의 사각형 도시는 북쪽의 만사르와 남쪽의 만하르라는 두 개의 계절성 하천 사이에 위치했다. 이 유적지는 기원전 2650년경부터 점유되어 기원전 2100년경 이후 서서히 쇠퇴했으며, 잠시 버려졌다가 기원전 1450년경까지 다시 점유된 것으로 여겨졌다. 그러나 최근 연구에 따르면 기원전 3500년경(하라파 이전)부터 기원전 1800년경(후기 하라파 시대 초기)까지 점유가 지속된 것으로 나타났다.

## 발견
이 유적지는 1960년대 초 돌라비라 마을 주민인 샴부단 가드비에 의해 처음 발견되었으며, 그는 정부의 관심을 유치하기 위해 노력했다. 이 유적지는 1967~68년에 인도 고고학 조사국(ASI)의 J. P. 조시에 의해 "공식적으로" 발견되었으며, 8개의 주요 하라파 유적지 중 다섯 번째로 큰 유적지이다. 1990년부터 ASI에 의해 발굴이 진행되었으며, ASI는 "돌라비라가 인더스 문명의 개성에 새로운 차원을 더했다"고 평가했다.
지금까지 발견된 다른 주요 하라파 유적지로는 하라파, 모헨조다로, 가네리왈라, 라키가르히, 칼리방안, 루프나가르, 로탈 등이 있다.
이곳은 2021년 7월 27일 '돌라비라: 하라파 도시'라는 이름으로 유네스코 세계유산으로 지정되었다.

## 연대표

돌라비라 배치도

돌라비라 발굴 책임자인 라빈드라 싱 비슈트는 이 유적지에서 다음과 같은 7단계의 점유 시기를 정의했다.
| 단계  | 시기          | 사건                             |
| ----- | ------------- | -------------------------------- |
| 1단계 | 2650–2550 BCE | 초기 하라파 – 성숙 하라파 전환 A |
| 2단계 | 2550–2500 BCE | 초기 하라파 – 성숙 하라파 전환 B |
| 3단계 | 2500–2200 BCE | 성숙 하라파 A                    |
| 4단계 | 2200–2000 BCE | 성숙 하라파 B                    |
| 5단계 | 2000–1900 BCE | 성숙 하라파 C                    |
|       | 1900–1850 BCE | 버려진 시기                      |
| 6단계 | 1850–1750 BCE | 후기 도시 하라파 A               |
|       | 1750–1650 BCE | 버려진 시기                      |
| 7단계 | 1650–1450 BCE | 후기 도시 하라파 B               |

최근의 C14 연대 측정과 암리 II-B 시기 토기와의 양식적 비교를 통해 처음 두 단계는 하라파 이전 돌라비라 문화로 명명하고 다음과 같이 재연대해야 한다: 1단계 (약 기원전 3500-3200년), 2단계 (약 기원전 3200-2600년).

## 발굴
발굴은 1989년 비슈트의 지휘 아래 ASI에 의해 시작되었고, 1990년부터 2005년까지 13차례의 현장 발굴이 있었다. 발굴을 통해 도시 계획과 건축물이 드러났고, 동물 뼈, 금, 은, 테라코타 장신구, 도자기, 청동기 등 수많은 유물이 발굴되었다. 고고학자들은 돌라비라가 남부 구자라트주, 신드주, 펀자브 지역과 서아시아 정착지 간의 중요한 무역 중심지였다고 믿는다.

## 건축
항구 도시 로탈보다 오래된 것으로 추정되는 돌라비라 도시는 직사각형 모양과 구성을 가지고 있으며, 22 ha (54 ac)에 걸쳐 펼쳐져 있다. 면적은 길이 771.1 m (2,530 ft), 너비 616.85 m (2,023.8 ft)이다. 하라파와 모헨조다로와는 달리, 도시는 성채, 중간 도시, 하부 도시의 세 구역으로 이루어진 기존의 기하학적 계획에 따라 건설되었다. 아크로폴리스와 중간 도시는 자체 방어 시설, 성문, 건축 구역, 도로 시스템, 우물 및 넓은 개방 공간을 갖추고 있었다. 아크로폴리스는 도시에서 가장 철저히 요새화된 복합 지역으로, 도시 남서부 지역의 대부분을 차지한다. 우뚝 솟은 "성"은 이중 성벽으로 방어되어 있다. 그 옆에는 중요한 관리들이 살았던 '베일리'라고 불리는 장소가 있다. 일반 요새 내의 도시는 48 ha (120 ac)을 차지한다. 요새화된 정착지 외부이지만 필수적인 광범위한 구조물 지지 구역이 있다. 성벽 너머에서 또 다른 정착지가 발견되었다. 이 도시의 가장 두드러진 특징은 적어도 현재 보존 상태로 볼 때 모든 건물이 돌로 지어졌다는 점인데, 하라파 자체와 모헨조다로를 포함한 대부분의 다른 하라파 유적지는 거의 전적으로 벽돌로 지어졌다. 돌라비라는 북쪽의 만사르와 남쪽의 만하르라는 두 개의 폭풍우 수로에 의해 둘러싸여 있다. 마을 광장에는 "성채"라고 불리는 지상 높이 솟은 지역이 있다.

### 저수지

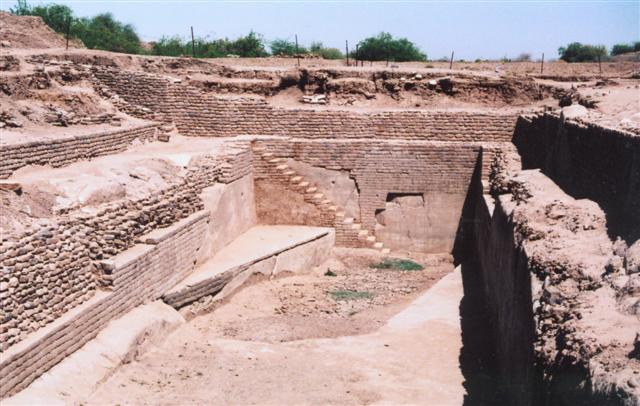
돌라비라의 계단이 있는 저수지 중 하나

ASI의 공동 국장으로 은퇴한 비슈트는 "돌라비라 하라파인들이 물의 보존, 수확 및 저장을 위해 개발한 효율적인 시스템은 기원전 3천년기의 기술 상태를 고려할 때 그들의 발달된 수력 공학을 웅변적으로 보여준다"고 말했다. 돌라비라의 독특한 특징 중 하나는 전적으로 돌로 만들어진 정교한 수자원 보존 시스템인 수로와 저수지 시스템이다. 이는 전 세계에서 가장 오래된 것이다. 도시에는 거대한 저수지가 있었는데, 그 중 세 개가 노출되었다. 이 저수지들은 비가 온 후 담수를 저장하거나 인근 두 개 강에서 물을 끌어와 저장하는 데 사용되었다. 이는 강우 없이 여러 해가 지날 수 있는 쿠치의 사막 기후와 조건에 대한 대응으로 분명히 나타났다. 유적지 근처를 북쪽에서 남쪽으로 흐르는 계절성 하천은 여러 지점에서 댐으로 막아 물을 모았다. 1998년에는 유적지에서 또 다른 저수지가 발견되었다.
돌라비라 주민들은 3단계에 걸쳐 크기가 다른 16개 이상의 저수지를 만들었다. 이 중 일부는 넓은 정착지 내의 지형 경사, 즉 북동쪽에서 북서쪽으로 13 미터 (43 ft) 떨어진 경사를 이용했다. 다른 저수지들은 발굴되었는데, 일부는 암석 속으로 파고 들어갔다. 최근의 연구는 성의 동쪽에 하나, 남쪽에 부속 건물 근처에 하나씩 두 개의 큰 저수지를 드러냈다.
저수지는 수직으로 돌을 깎아 만들었으며, 깊이는 약 7 m (23 ft), 길이는 79 m (259 ft)이다. 저수지는 도시를 둘러싸고 있으며, 성채와 목욕탕은 지상 높은 곳에 중앙에 위치한다. 또한 돌로 깎은 수로가 연결된 큰 우물이 있으며, 이 수로는 물을 저장탱크로 전달하기 위한 것이다. 목욕탕에는 안쪽으로 내려가는 계단이 있었다.
2014년 10월, 길이 73.4 m (241 ft), 폭 29.3 m (96 ft), 깊이 10 m (33 ft)의 직사각형 계단식 우물 발굴이 시작되었는데, 이는 모헨조다로 대목욕탕보다 세 배나 크다.

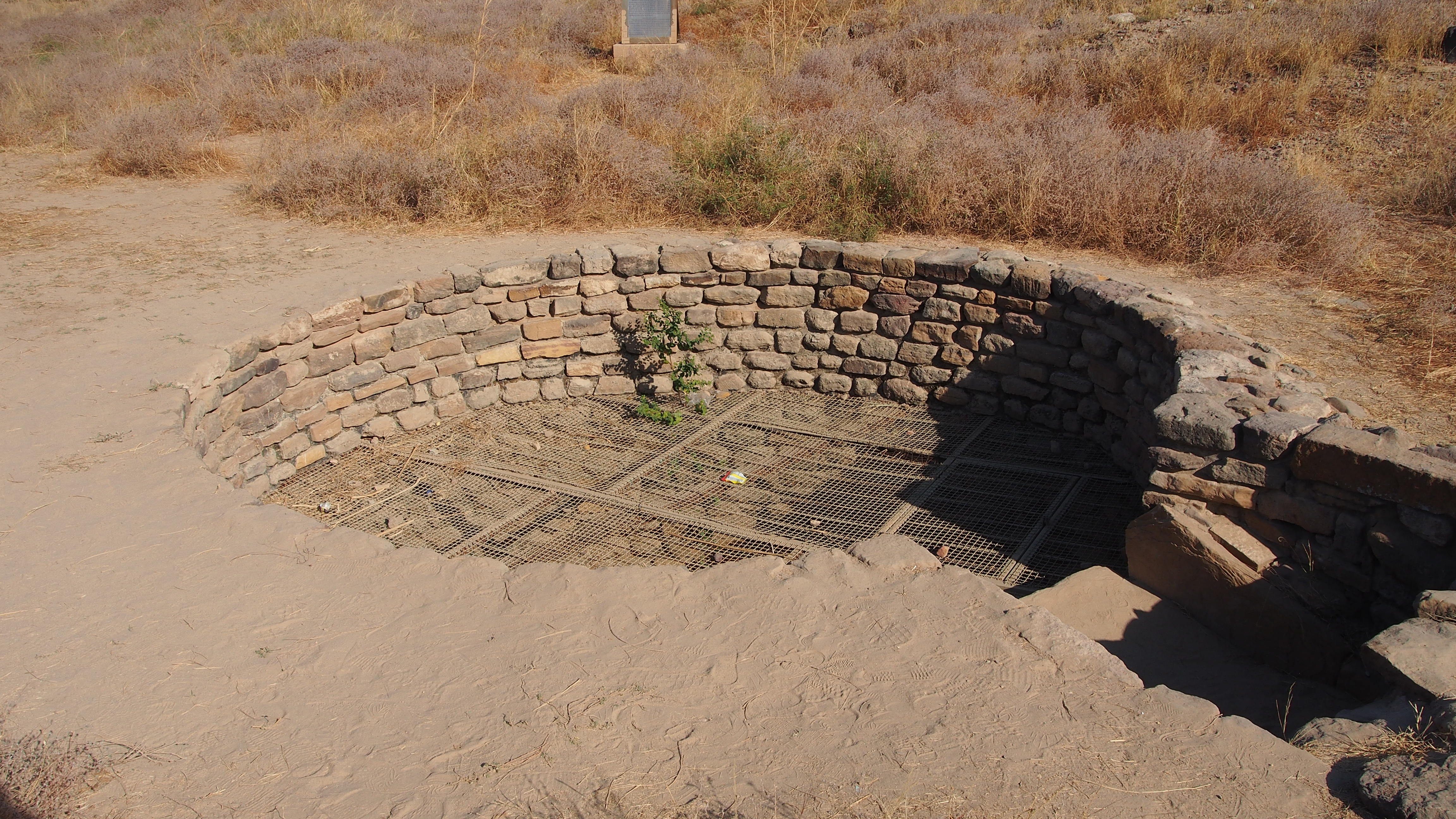
고대 하라파 도시 돌라비라의 우물

### 인장 제작
돌라비라에서 발견된 인장 중 3단계에 속하는 일부는 어떤 종류의 문자도 없이 동물 형상만 포함하고 있었다. 이는 이러한 종류의 인장이 인더스 인장 제작의 초기 관습을 나타낸다고 제안된다.틀:By whom

### 다른 구조물 및 유물

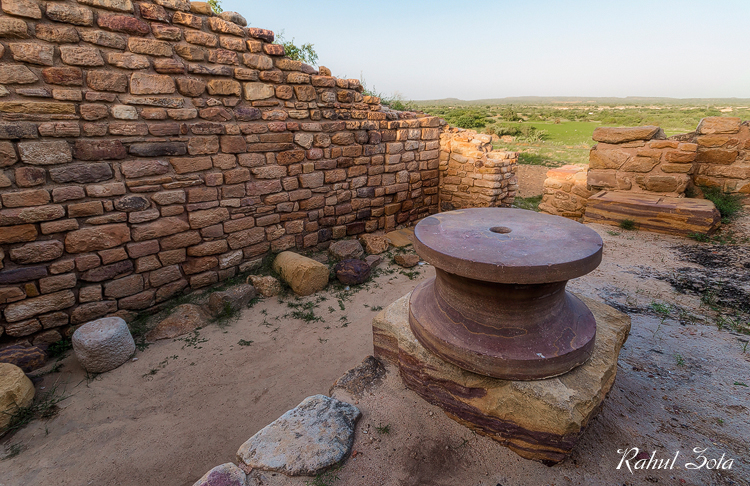
동쪽 문

유적지의 거대한 원형 구조물은 무덤이나 기념물로 여겨지지만, 해골이나 다른 인간 유해는 발견되지 않았다. 이 구조물은 살바퀴 모양으로 지어진 열 개의 방사형 진흙 벽돌 벽으로 구성되어 있다. 동쪽 문 통로에서 팔루스가 발기된 상태이지만 머리와 발이 발목 아래로 잘린 부드러운 사암 남성 조각상이 발견되었다. 많은 장례 구조물(단 하나를 제외하고는 모두 해골이 없었지만), 그리고 도자기 조각, 테라코타 인장, 팔찌, 반지, 구슬, 음각 조각 등이 발견되었다. 춤추는 소녀상은 모헨조다로에서 발견된 하라파 문명의 가장 상징적인 유물 중 하나이다. 기원전 2500년경으로 추정되는 이 청동상은 약 10.5cm 높이로, 젊은 댄서의 역동적인 에너지와 우아함을 생생하게 담고 있다.

### 반구형 건축물
돌라비라에서는 7개의 반구형 건축물이 발견되었는데, 그 중 2개는 상세하게 발굴되었으며, 이들은 큰 암석으로 깎은 방 위에 지어졌다. 원형 평면을 가진 이 건축물들은 거대한 반구형의 높이 솟은 진흙 벽돌 건축물이었다. 발굴된 구조물 중 하나는 바퀴살 모양으로 설계되었다. 다른 하나도 같은 방식으로 설계되었지만, 바퀴살이 없는 바퀴 형태였다. 도자기 등 부장품이 들어 있었지만, 해골이 발견된 곳은 단 한 곳의 무덤뿐이었으며, 그 곳에서는 해골과 구리 거울이 발견되었다. 양 끝에 갈고리가 달린 구리선에 꿰인 스테아타이트 구슬 목걸이, 금 팔찌, 금과 다른 구슬도 반구형 건축물 중 하나에서 발견되었다.
발굴을 진행한 인도 고고학 조사국은 이 "반구형 구조물들이 초기 불교 스투파를 연상시킨다"고 주장하며, "살바퀴와 살 없는 바퀴의 디자인은 샤타파타 브라마나와 슐바 수트라스에 언급된 사라라타-차크라-치티와 사프라디-라타-차크라-치티를 연상시킨다"고 덧붙였다.

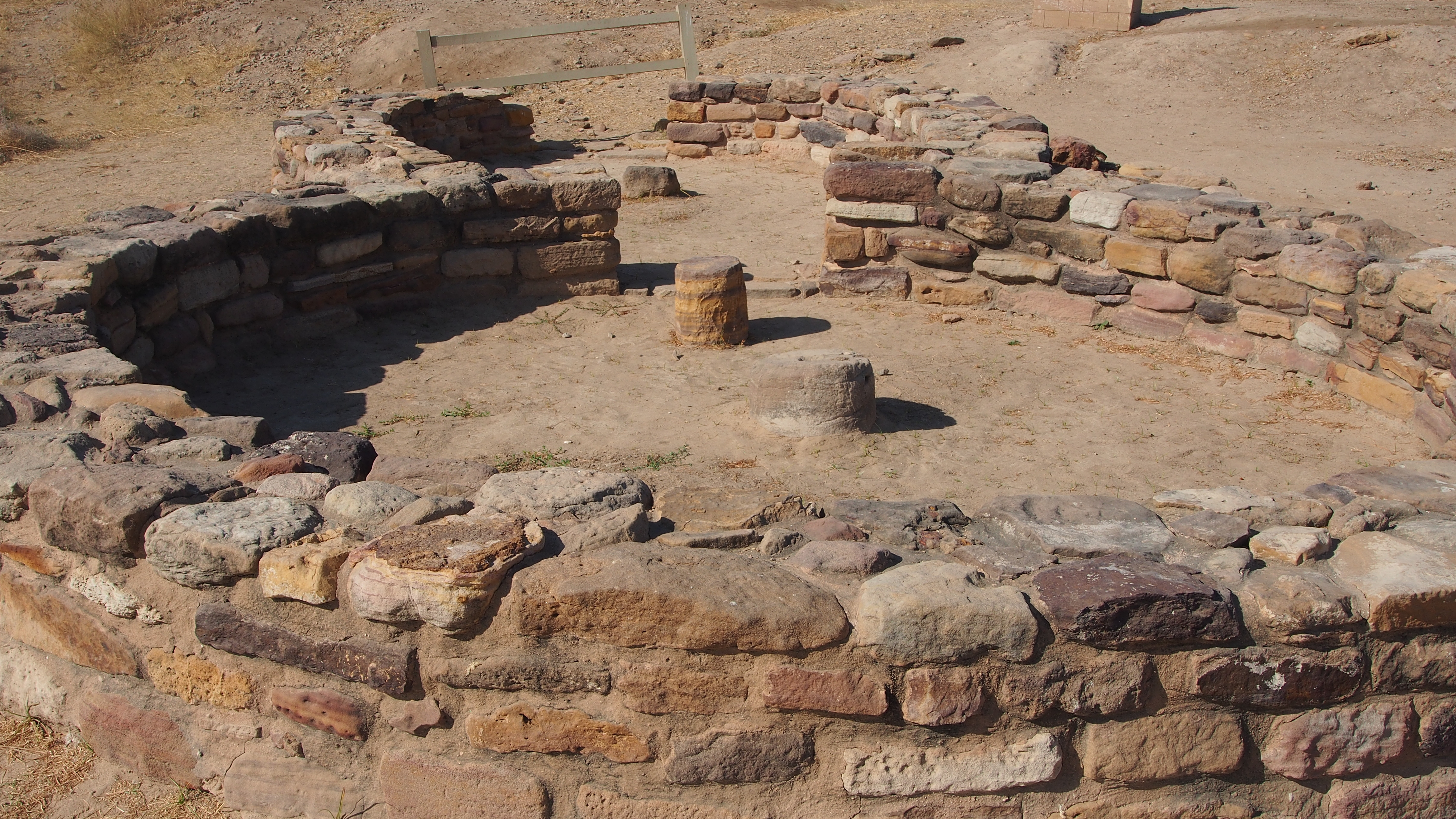
돌라비라의 원형 가옥 - 고대 하라파 도시

## 발견물

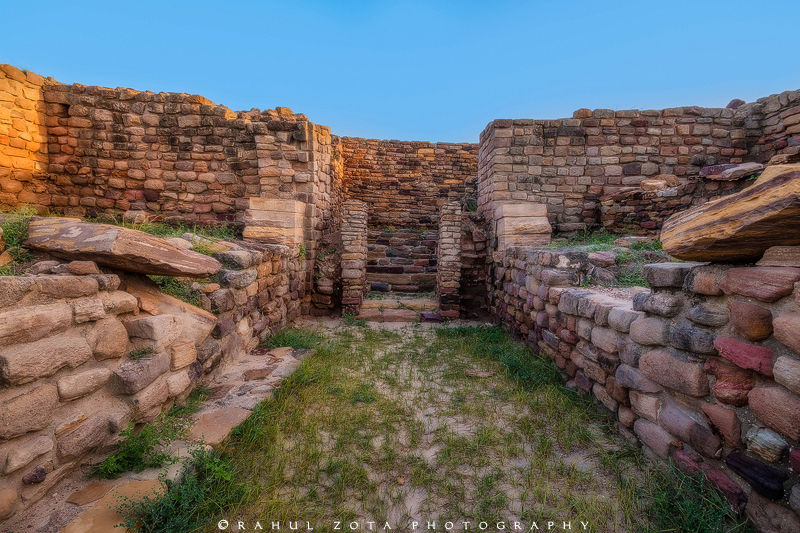
북쪽 문

빨간색 바탕에 검은색으로 칠해진 인더스 도기, 사각형 스탬프 인장, 인더스 문자가 없는 인장, 인더스 문자 10글자가 새겨진 길이 약 3 m (9.8 ft)의 거대한 간판. 상태가 좋지 않은 돌로 만든 앉아있는 남성 조각상도 발견되었는데, 하라파에서 발견된 고품질의 두 석조 조각상과 비교할 만하다. 이 유적지에서는 끝이 뾰족한 밑이 검게 미끄러진 큰 항아리도 발견되었다. 거대한 청동 망치, 큰 끌, 청동 손거울, 금선, 금 귀걸이, 구멍이 뚫린 금 구슬, 구리 도끼와 팔찌, 조개 팔찌, 돌로 만든 팔루스와 같은 상징물, 인더스 문자와 기호가 있는 사각형 인장, 원형 인장, 혹이 있는 동물, 그림 모티프가 있는 도자기, 고블릿, 스탠드 위의 접시, 구멍 뚫린 항아리, 좋은 상태의 테라코타 텀블러, 쇄석으로 만든 건축 부재, 맷돌, 모르타르 등도 이 유적지에서 발견되었다. 다양한 측정 단위의 돌추도 발견되었다.

## 해안 경로
로탈과 돌라비라를 마크란 해안의 수트카간 도르로 연결하는 해안 경로가 존재했을 것으로 추정된다.

## 언어와 문자
하라파인들은 알려지지 않은 언어를 사용했으며 인더스 문자는 아직 해독되지 않았다. 약 400개의 기본 기호와 많은 변형이 있었던 것으로 추정된다. 이 기호들은 단어와 음절을 모두 나타냈을 수 있다. 쓰기 방향은 일반적으로 오른쪽에서 왼쪽이었다. 대부분의 비문은 인장(대부분 돌로 만들어짐)과 인장 찍힌 점토 조각에서 발견된다. 일부 비문은 구리판, 청동 도구, 그리고 테라코타, 돌, 파이앙스로 만든 작은 물건에서도 발견된다. 인장은 무역과 공식 행정 업무에 사용되었을 수 있다. 모헨조다로와 다른 인더스 문명 유적지에서 많은 비문 자료가 발견되었다.

### 간판

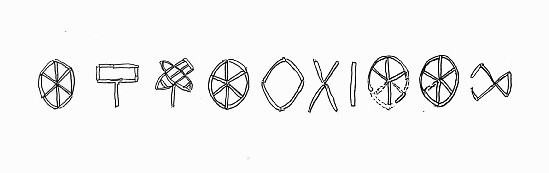

돌라비라에서 가장 중요한 발견은 도시 북쪽 성문의 한쪽 방에서 이루어졌으며, 일반적으로 돌라비라 간판으로 알려져 있다. 하라파인들은 큰 나무판에 10개의 큰 기호나 글자를 만들기 위해 석고 조각들을 배열하고 놓았다. 어느 시점에 간판이 얼굴 아래로 떨어졌다. 나무는 썩었지만, 글자들의 배열은 살아남았다. 간판의 글자들은 인근 벽에 사용된 큰 벽돌과 비교할 수 있다. 각 기호는 약 37 cm (15 in) 높이였고, 글자들이 새겨진 판은 약 3 m (9.8 ft) 길이었다. 이 비문은 인더스 문자 중 가장 긴 것 중 하나이며, 하나의 기호가 네 번 나타난다. 이러한 점과 큰 크기, 공공적 성격은 인더스 문자가 완전한 문자 체계를 나타낸다고 주장하는 학자들이 인용하는 핵심 증거가 된다. 이 유적지에서는 큰 글자로 된 사암에 새겨진 4개의 기호 비문도 발견되었는데, 이는 하라파 유적지에서 사암에 새겨진 최초의 비문으로 여겨진다.